# Castaway Wanderers Rugby Football Club
Le Castaway Wanderers Rugby Football Club est un club de rugby à XV canadien participant au Championnat du Canada de rugby à XV. Il constitue une section du club omnisports Discovery Street Sports Club au même titre que le Castaways Cricket et le Castaways Football Club.
Situé à Victoria dans la province de la Colombie-Britannique au Canada, il appartient au comité du Vancouver Island Rugby Union, membre de la British Columbia Rugby Union, fédération provinciale de Rugby Canada, fédération nationale canadienne. Le club est un des clubs les plus compétitifs de rugby à XV de Colombie-Britannique. Aussi une partie de ses joueurs ou joueuses connaissent des capes internationales avec l'équipe du Canada.

## Historique
Le Castaway Wanderers RFC est le produit de la fusion en 1990 de deux clubs de rugby, les Oak Bay Wanderers (fondé en 1912) et Castaway Rugby (fondé en 1965).

## Joueurs emblématiques
Internationaux : 
- Aaron Abrams
- Garth Cooke
- Derek Daypuck
- Iain Exner